# Dezső Zádor
Dezső Zádor (Užhorod, 20 novembre 1912 – Leopoli, 16 settembre 1985) è stato un pianista, organista, direttore d'orchestra e compositore ungherese. 
Insegnò in Ungheria, Cecoslovacchia e Ucraina. Con I. Marton fu fondatore della Scuola di composizione della Transcarpazia.

## Biografia
Studiò pianoforte con Lengyel Zsigmond, e si diplomò al Conservatorio di Praga con lode in organo, direzione e pianoforte. Frequentò lezioni di composizione di Vítězslav Novák, Jaroslav Křička e conferenze di Zdeněk Nejedlý all'Università Carolina, nella Repubblica Ceca.
Dal 1934 al 1936 si esibì come pianista, e dal 1936 al 1938 completò un corso post laurea in composizione e musicologia a Praga, mentre occupava la carica di consigliere musicale dalla Russia dei Precarpazi presso il Ministero della Pubblica Istruzione. Dal 1938 lavorò come insegnante nella Russia Precarpatica (Cecoslovacchia).
Da direttore d'orchestra iniziò a studiare musica folcloristica della Transcarpazia ed organizzò spedizioni durante le quali registrò più di 300 canzoni popolari, kolomyyok, canti natalizi e di rito. Queste furono pubblicate nella raccolta intitolata "Canzoni popolari dei Ruteni dei Precarpazi" (Ungvar, 1944). Scrisse inoltre un'opera teorica intitolata Kolomiyka in folk art. 
Dal 1947 al 1950 fu direttore e solista nell'Orchestra Sinfonica di Užhorod. Dal 1963 al 1985 fu professore al Conservatorio di Lviv.